# Groupe permanent de lutte contre l'illettrisme
Pour les articles homonymes, voir GPLI.
Le Groupe permanent de lutte contre l'illettrisme  (GPLI) est un groupe interministériel français, constitué en octobre 1984, chargé de mettre en œuvre une politique de lutte contre l'illettrisme.
Selon Marie-France Hau-Rouchard, « Son premier objectif a été de recenser tout ce qui était fait, tant dans le milieu associatif que dans les différentes administrations, en relation plus ou moins directe avec sa mission : mesures pour l'insertion des jeunes, formation de ruraux, de chômeurs, etc. »
Il fut notamment présidé par François Bayrou entre 1987 et 1993.   
Il est remplacé en 2000 par l'Agence nationale de lutte contre l'illettrisme.